# Mag Mell

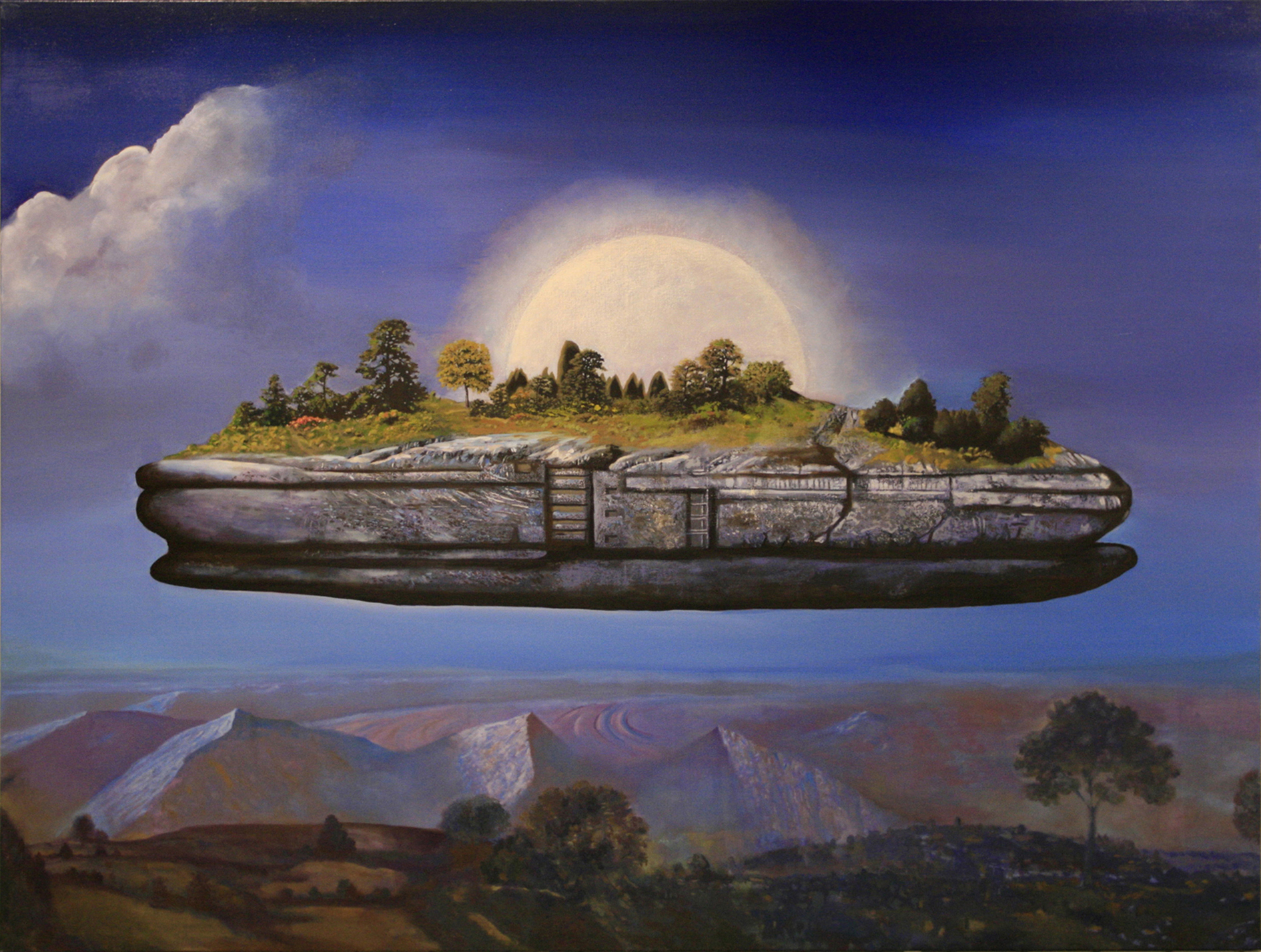
Mag Mell

Trong thần thoại Ireland, Mag Mell (đánh vần hiện đại: Magh Meall, có nghĩa là "bình nguyên hạnh phúc") là một cảnh giới thần thoại có thể đạt được thông qua cái chết và/hoặc vinh quang. Không giống như âm phủ ở một số thần thoại, Mag Mell là một thiên đường dễ chịu, được xác định là một hòn đảo xa về phía tây của Ireland hoặc một vương quốc dưới đại dương. Tuy nhiên, Mag Mell cũng có điểm tương đồng với các miền đất Elysium trong thần thoại Hy Lạp, và giống như các miền đất Elysium, chỉ có thể tiếp cận được đối với một số người được chọn. Hơn nữa, Mag Mell, giống như nhiều hòn đảo huyền bí khác được cho là ở ngoài khơi Ireland, không bao giờ được tuyên bố rõ ràng trong bất kỳ chuyện kể thần thoại nào về một thế giới bên kia còn sót lại. Thay vào đó, nó thường được miêu tả là một điểm đến thiên đường của các vị thần, đôi khi được khám phá bởi một số người phàm. Trong vỏ bọc của hòn đảo, nó đã được viếng thăm bởi nhiều anh hùng và tu sĩ Ireland, đặt nền móng cho thể loại Huyền thoại Phiêu lưu hay còn gọi là "echtrae" theo định nghĩa của Myles Dillon trong cuốn sách Early Irish Literature của ông. Thế giới khác này là một nơi mà bệnh tật và cái chết không tồn tại. Đó là một nơi chốn của thanh xuân và sắc đẹp vĩnh hằng. Tại đây, âm nhạc, sức khỏe, cuộc sống và tất cả những mưu cầu hạnh phúc đều tụ hội về cùng một chốn. Tại đây, hạnh phúc kéo dài mãi mãi, không phải lo thiếu thốn đồ ăn hay thức uống. Nó là một thiên đường tương đương với Elysium của Hy Lạp hoặc Valhalla của Bắc Âu. 
Truyền thuyết kể rằng người cai trị của nó là Vua người Fomhóire Tethra, hay thường xuyên hơn là Manannan mac Lir. Sức hấp dẫn của Mag Mell kéo dài từ thời kỳ ngoại giáo đến thời kỳ Kitô giáo. Trong những câu chuyện về sau, cảnh giới không giống như là một điểm đến kiếp sau so với Vườn Eden mà các nhà thám hiểm có thể tiếp cận bằng cách đi về phía tây từ Ireland, thường bị thổi bay bởi những cơn bão mệnh trời khi trên đường thực hiện nhiệm vụ đầy cảm hứng. Họ thường khám phá nhiều hòn đảo huyền hoặc khác trước khi đến được điểm đến và trở về nhà (hoặc đi thuyền). Trong số những những người du hành này có thể kể đến St. Brendan, Bran mac Febal (xem The Voyage of Bran) và Máel Dúin.